# Umbrina broussonnetii
Umbrina broussonnetii е вид бодлоперка от семейство Sciaenidae. Видът не е застрашен от изчезване.

## Разпространение и местообитание
Разпространен е в Доминиканска република, Колумбия, Коста Рика, Куба, Панама, Пуерто Рико, Хаити и Ямайка.
Обитава крайбрежията и пясъчните дъна на морета и рифове. Среща се на дълбочина от 1 до 22 m.

## Описание
На дължина достигат до 25 cm.